# 演歌道
『演歌道』（えんかみち）は、1990年7月にSANKYOが発売した、センター役物の中に扇子を持った演歌歌手が配置されているパチンコ機のシリーズ名。
『演歌道I』と『演歌道Ⅲ』の2機種がある。

## 概要
貯留型の羽根モノタイプ。役物内中央には昭和の演歌歌手風なキャラクターが配置されており、「Mr.演歌師」という名称である。和服スタイルに「日本一」の襷をかけ、扇子を両手に持っている。役物外側の羽根がマイクの形をしており、大当たり時のBGMも演歌風のメロディである。大当たり継続回数を「曲数」、入賞個数を「得点」と、演歌に絡めた表示形式が特徴である。大当たり終了時に総入賞個数の得点を70点以上獲得すると、ファンファーレで祝福してくれる演出がある。
賞球数やスペックが異なるⅠとⅢは、同時に発売されている。
同年に発売された羽根モノタイプの機種として、同社から1990年に発売された『レオパード (1990年のパチンコ機)』と『ナイトドラゴン』がある。
羽根が役物の外側だけでなく、内側にも2枚ある「4枚羽根」を採用しているのが特徴である。羽根に拾われた玉が上段ステージから落下し、Vゾーンに入賞すると大当たりとなる。大当たり中は上段ステージを平らにするもう一つの羽根が現れ、演歌師が玉を貯留する。この役物内側の白い羽根は、通常時は下に降りたまま作動しない。
新採用の4枚羽根。この内側の2枚と役物の横の2枚を合わせて計4枚という訳だ。通常は下に下がっているが大当り時に動き出す。—『パチンコ必勝ガイド10月号』p69

## スペック
- 演歌道I
  - 賞球数 ALL13
  - 大当たり最高継続 8R
  - 最大貯留 1個（8カウント）
- 演歌道Ⅲ
  - 賞球数 7&13
  - 大当たり最高継続 8R
  - 最大貯留 2個（6カウント）

## 演出
役物内の演歌師は、大当たりになると顔と手に持った扇子と右足を動かして音楽に合わせてリズムを取り始める。この演歌師は、通常時は後ろに下がったままだが、大当たりになると前進し、上段ステージのくぼみを利用して体の前に玉を貯留することが可能になる。扇子の動きによって、玉がくぼみに貯留されやすくなり、左右に大きく広げられた時が貯留の可能性が高い。貯留玉は解除後に下段ステージを通過しVゾーンに向かう。貯留されたらV入賞率は非常に高い。下段ステージは、中央が他の部分より一段高くなっているため、この段差を乗り越えるだけの勢いがない限り、他の玉に進路を妨害されることはほとんどない。
継続率は非常に高い。「くぼみ」に玉が貯留され続ければ、8回継続はまず確実だ。この貯留玉がVゾーンを外すという事はほとんど考えられないが、あえて「外してしまう」ような状況を考えるとすれば、それはこの玉が後から役物内に入ってきた別の玉に進路を妨害された時だけであろう。—『パチンコ必勝ガイド10月号』p69
貯留解除のタイミングはⅠとⅢで異なる。Ⅰは8カウントもしくは、16回羽根開閉後に演歌師が後方に下がり解除される。Ⅲは6カウント後に貯留解除となる。貯留個数もⅠは1個だが、Ⅲは2個貯留することが可能である。
大当たり時に、内側の白い羽根は上下にゆっくり動き出す。この動きを繰り返すことにより、上段ステージから直接下段に落ちてしまう玉を減らす仕組みになっている。この動きにより、くぼみに玉が貯留されやすくなる。右足の動きにもV入賞をサポートする役割がある。貯留されずに左サイドから落下した玉も、右足が動き弾かれることにより方向を変え、Vゾーンに向かうこともある。

## サウンドトラック
- 『ザ・パチンコ・ミュージックフロム三共 3』 キングレコード、1998年8月21日。KICA-1216。
  - 演歌メドレーに演歌道Iと演歌道ⅢのBGMが収録されている。